# レモ・ジャゾット
レモ・ジャゾット（Remo Giazotto, 1910年9月4日 ローマ – 1998年8月26日 ピサ）はイタリアの音楽学者で、トマゾ・アルビノーニの系統立った作品目録を作成したことでとりわけ名高い。また、アルビノーニのほかに、アントニオ・ヴィヴァルディなどの評伝を執筆した。
1932年から音楽評論家として活動し、1945年から1949年まで『 Rivista musicale italiana 』の編集責任者を担当し、1967年にその新編（ Nuova rivista musicale italiiana ）の共同編集者に任じられた。1957年から1969年までフィレンツェ大学の、1962年にはサンタ・チェチーリア国立アカデミーの音楽史の教授に就任した。1949年にイタリア放送協会の室内楽の番組編成の監督となり、1966年には欧州放送連合経由の国際放送の監督となった。また、イタリア放送協会のオーディションの審査員長や、作曲家の伝記の編集責任者も務めている。
ジャゾットは、ザクセン国立図書館から受け取ったアルビノーニの自筆譜の断片を編曲したと称して、《ト短調のアダージョ》を出版した。この作品が《アルビノーニのアダージョ》として親しまれるようになると、ジャゾットの名もアダージョの編曲者としてとりわけ有名になった。ジャゾットは、自分は編曲したのであって、作曲したのではないと言い張ったが、現在では完全なジャゾットの創作であることが判明している。自筆譜の断片が公表されたため仕方なく、ジャゾットはバス声部のみが該当の部分だと述べており、しかもこの曲の版権はジャゾットが持っていたのである。

## 著作
- Il melodramma a Genova nei secoli XVII e XVIII (Genoa, 1941)
- Tomaso albinoni, 'musico violino dilettante veneto' (1671-1750) (Milan, 1945)
- Busoni: la vita nell opera (Milan, 1947)
- la musica a Genova nella vita pubblica e privata dal XIII al XVIII secolo (Genoa, 1952)
- peosia melodrammatica e pensiero critico nel Settecento (Milan, 1952)
- 'Il Patricio di Hercole Bottrigari dimostrato practicamente da un anonimo cinquecentesco', CHM, i (1953), 97-112
- Harmonici concenti in aere veneto (Rome, 1955)
- La musica italiana a Londra negli anni di Purcell (Rome, 1955)
- Annali mozartiani (Milan, 1956)
- Giovan Battista Viotti (Milan, 1956)
- Musurgia nova (Mila, 1959)
- Vita di Alessandro Stradella (Milan, 1962)
- Vivaldi (Milan, 1965)
- La guerra dei palchi, NRMI, i (1967), 245-86, 465-508; iii (1969), 906-33; v (1971), 1304-52
- 'Nel CCC anno della morte di Antonio Cesti: ventidue lettere ritrovate nell' Archivio di Stato di Venezia', NRMI, iii (1969), 496-512

## 註
1. ↑  Letter from the Saxon State Library (consultant Marina Lang), 24 September 1990, reproduced in facsimile by Wulf Dieter Lugert and Volker Schütz, „Adagio à la Albinoni“, Praxis des Musikunterrichts 53 (February 1998), pp. 13–22, here 15.